# XXIV koncert fortepianowy (KV 491)

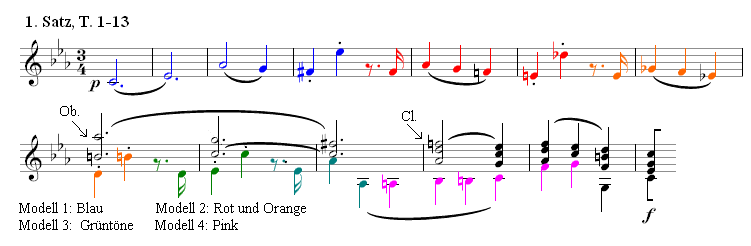
W.A.Mozart, koncert fortepianowy.

XXIV koncert fortepianowy c-moll (KV 491) – koncert na fortepian i orkiestrę skomponowany przez Wolfganga Amadeusa Mozarta, ukończony 24 marca 1786, wykonany 7 kwietnia 1786.

## Budowa
Utwór składa się z trzech części:
1. Allegro – temat główny w c-moll, temat poboczny w Es-dur[1]
2. Larghetto – w tonacji Es-dur[2]
3. Allegretto – w formie wariacji[2]

Czas trwania utworu wynosi ok. 28 minut.